# Olaf Helmer
Olaf Helmer-Hirschberg (* 4. Juni 1910 in Berlin; † 14. April 2011) war ein deutsch-amerikanischer Mathematiker und Futurologe.

## Leben und Tätigkeit
Nach dem Schulbesuch studierte Helmer Mathematik an der Friedrich-Wilhelms Universität in Berlin. 1934 promovierte er mit einer von Hans Reichenbach betreuten Arbeit. Im selben Jahr übersiedelte er nach Großbritannien, wo er ein zweites Doktorat mit einer Arbeit mit einer von Susan Stebbing an der University of London erwarb. Dieses befasste sich mit Russells Paradox. Bertrand Russell selbst war einer seiner Prüfer.
1937 ging Helmer nach Großbritannien, wo er zunächst als Forschungsassistent von Rudolf Carnap an der University of Chicago erhielt. Anschließend verdiente er seinen Lebensunterhalt als Dozent für mathematische Logik an der University of Illinois (1938–1941) an der New School for Social Research und am City College of New York. Während des Zweiten Weltkriegs war er für das Applied Mathematics Panel in New York tätig.
In Deutschland geriet Helmer Ende der 1930er Jahre aufgrund seiner Tätigkeit ins Visier der nationalsozialistischen Polizeiorgane, die ihn als wichtige Zielperson einstuften: Im Frühjahr 1940 setzte das Reichssicherheitshauptamt in Berlin ihn auf die Sonderfahndungsliste G.B., ein Verzeichnis von Personen, die im Falle einer Invasion und Besetzung der britischen Inseln durch die Wehrmacht von den Besatzungstruppen nachfolgenden Sonderkommandos der SS mit besonderer Priorität ausfindig gemacht und verhaftet werden sollten.
Seit 1944 war Helmer für das National Defense Research Council unter John Williams tätig. 1946 folgte er Williams an die in diesem Jahr gegründete RAND Corporation, eine Denkfabrik, die sich vor allem mit militärischen Fragen befasste, in der Williams die Leitung der Mathematischen Abteilung übernahm. Helmers Tätigkeit für RAND dauerte bis 1968. Auf Helmers Betreiben überzeugte Williams Frank Collbohn, RAND um zwei Abteilungen (eine die sich mit wirtschaftlichen Fragen und eine die sich mit sozialwissenschaftlichen Fragen befasste) zu erweitern. Hinter dieser Initiative stand seine Überlegung, dass der ursprüngliche Zuschnitt der Forschungstätigkeit der Denkfabrik zu eng wäre, da die Lösung von militärischen Problemen, deren Bewältigung für die nationale Sicherheit der Vereinigten Staaten von Bedeutung wäre, sich wahrscheinlich nicht stets ausschließlich oder am besten mit mathematischen, ingenieurtechnischen oder physikalischen Methoden aus der Welt schaffen (oder behandeln) ließen, sondern in vielen Fällen wirtschaftswissenschaftliche oder politikwissenschaftliche Ansätze die effektivsten Mittel bereitstellen würden, um eine Antwort auf die betreffenden Probleme zu finden. 
In methodologischer Hinsicht war Helmers Tätigkeit bei der RAND-Corporation von bleibender Bedeutung, da er während seiner Zeit dort zusammen mit Norman Dalkey in federführender Weise an der Entwicklung der sogenannten Delphi-Methode (auch Delphi-Technik oder Delphi-Forecasting), einem Instrument zur Formulierung von prognostischen Aussagen über die Zukunft, mitwirkte: Konkret leistete er Beiträge zur Herausbildung dieser Verfahrenstechnik, indem er Fachleute auf sechs großen Gebieten (Wissenschaftsentwicklung, Bevölkerungswachstum, Automation, Raumfahrt, Krieg und Frieden, Waffensysteme) in vier Runden Fragebögen vorlegen ließ – wobei ein Austausch der Fachleute untereinander systematisch vermieden wurde –, um so durch die Kumulierung von begründeten Vermutungen von Experten hinsichtlich der Frage, was für Entwicklungen und Zustände in der Zukunft eintreten werden, zu Prognose zu gelangen, die der später tatsächlich eintretenden Realität möglichst nahekommen würden: Die zugrundeliegende Überlegung war, dass wenn eine quantitativ hohe Zahl von Expertenmeinungen über zukünftige Entwicklungen und Zustände in ihren Sichtweisen und Ergebnissen in hohem Maße untereinander konvergiert, als Resultat dieses Zustandes davon ausgegangen werden kann, dass die angestellten übereinstimmenden Vermutungen bezüglich der Zukunft, wie sie wahrscheinlich aussehen wird, der Zukunft wie sie sich dann tatsächlich entfalten wird aller Wahrscheinlichkeit recht nahe kommen wird.
Im Jahr 1968 gründete Helmer mit Theodore Gordon, Paul Baron und Arnold Kramish das Institute of Future, dessen Zweig an der US-Ostküste, in Middletown, Connecticut, er für einige Jahre leitete. 1973 wurde er zum Professor für Futuristik (Professor of Futuristics) am Center for Future Research an der School of Business Administration der University of Southern California ernannt. 1976 wurde er emeritiert. Anschließend fungierte er ein Jahr lang als Forscher am International Institute for Applied Systems Analysis bei Wien. Anschließend zog er sich als Ruheständler nach Carmel, Kalifornien zurück, unternahm aber weiterhin zahlreiche Reisen und betätigte sich weiterhin als Vortragsredner und Berater. In späteren Jahren lebte er in Montecito.
Helmer war verheiratet mit Helen Mary.

## Schriften
- The Elementary Divisor Theorem for Certain Rings without Chain Conditions. in: Bulletin of American Mathematic Society, Jg. 49 (1943), S. 225–236.
- A Syntactical Definition of Probability and of Degree of Confirmation. in: Journal of Symbolic Logic, Vol. 10 (1945), S. 25–60.
- Analytic Geometry, 1947. (mit David Salomon Nathan)
- A Problem in Logistics. The Jeep Problem, 1947 (zusammen mit der Douglas Aircraft Company)
- On the Epistemology of the Inexact Sciences, 1960. (mit Nicholas Rescher)
- The Delphi Method for Systematizing Judgments About the Future, 1966.
- The Use of the Delphi Technique in Problems of Educational Innovations, 1966.
- 50 Jahre Zukunft: Bericht über e. Langfrist-Vorhersage f.d. Welt d. nächsten 5 Jahrzehnte, 1966.
- Propsects of Technological Progress, 1967.
- Some Potential Developments, 1970-2000, 1970. (mit Raul De Brigard)
- On the Future State of the Union, 1972.
- California Futures Study: Analysis of Impacts for Transportation Planning, 1974 (mit Paul Gray)
- Looking Forward. A Guide to Futures Research, 1983.